# Puente Buschental
El puente Buschental es un puente ubicado sobre la Avenida Buschental en el Prado de Montevideo (Uruguay). 

## Construcción
Fue construido en por la Intendencia de Montevideo, quien le encomendó a la Société des ponts et travaux en fer à París la fabricación del mismo.
Fue construido sobre pilares de granito y en su diseño cuenta con esfinges, candelabros de bronce y con el escudo del departamento de Montevideo.

## Galería

El puente Buschental hacia 1907
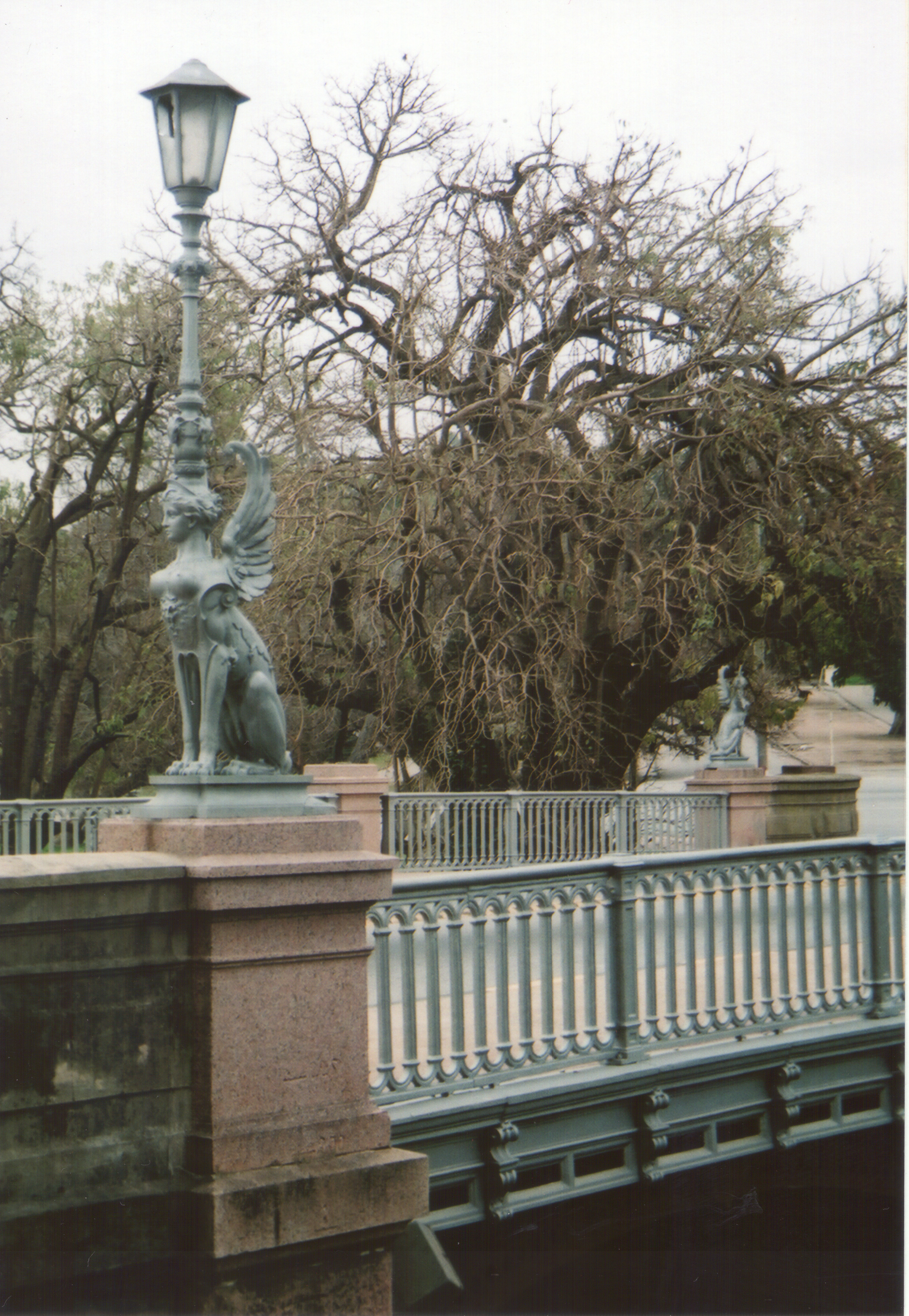
El puente en la actualidad
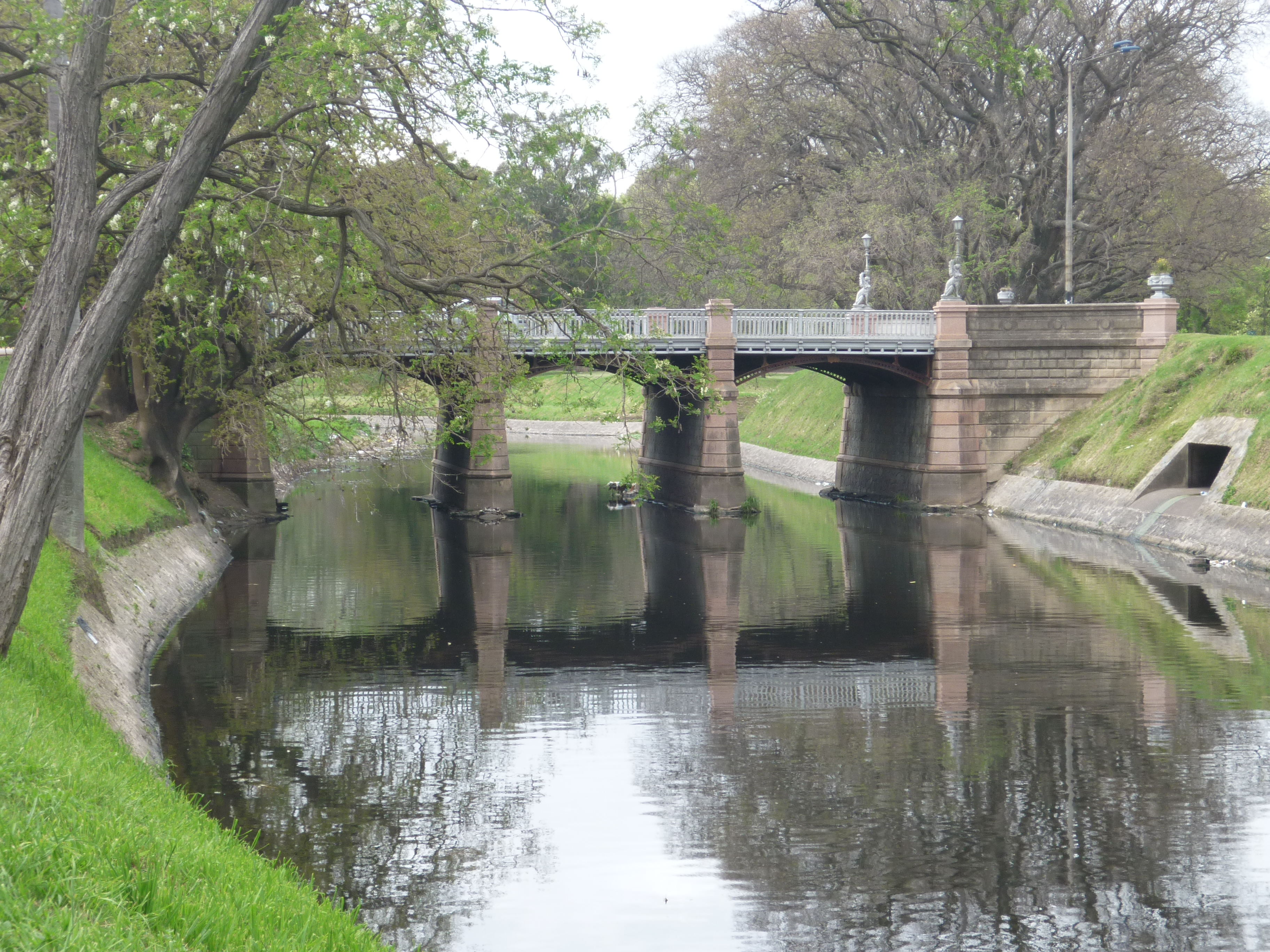
El parque del Prado, el arroyo Miguelete y el puente de Buschental